# Vänern, Värmdö kommun
Vänern är en sjö på Skarp-Runmarö i Värmdö kommun i Uppland som ingår i Norrström-Tyresåns kustområde. Sjön är 4,3 meter djup, har en yta på 0,005 kvadratkilometer och befinner sig 5 meter över havet.
Ett par hundra meter nordost om Vänern ligger Vättern.